# По чумацькому шляху
«По чумацькому шляху» (серб. На млечном путу) — сербський драматичний фільм, знятий Емиром Кустурицею. Світова прем'єра стрічки відбулась 9 вересня 2016 року на Венеційському кінофестивалі.

## Сюжет
Історія з трьох частин, трьох непростих періодів життя головного героя і його країни: боснійська війна 1992—1995 років; кохання до жінки, яка пожертвує усім, щоб врятувати його; і наприкінці — усамітнення ченця, який роздумує про своє непросте життя.

## У ролях
- Моніка Беллуччі: Італійка (майбутня наречена)
- Емир Кустуриця: Коста
- Слобода Мічалович: Мілена
- Предраг Манойлович: Жага, батько Мілени
- Мілойка Андріч: Вічна жінка
- Байрам Северджан: організатор весілля
- Марія Даркіна: Місяць
- Сергій Трифунович: епізод
- Зоран Цвіянович: гелікоптерний копілот
- Давор Янич: епізод
- Петар Мірчевскі: кухарка
- Дарко Куртович: епізод
- Ратка Радманович: епізод
- Браніслав Фістріч: солдат

## Знімальна група
- Режисер: Емир Кустуриця
- Сценаристи: Емир Кустуриця, Дуня Кустуриця
- Оператори: Мартін Шец, Горан Воларевич
- Художник: Горан Йоксимович
- Музика: Стрібор Кустуриця
- Продюсери: Лукас Акоскін, Алекс Гарсія, Паула Альварез Ваккаро
- Монтаж: Светолік Зайч

## Визнання
| Нагороди та номінації фільму «По чумацькому шляху» | Нагороди та номінації фільму «По чумацькому шляху» | Нагороди та номінації фільму «По чумацькому шляху» | Нагороди та номінації фільму «По чумацькому шляху» | Нагороди та номінації фільму «По чумацькому шляху» | Нагороди та номінації фільму «По чумацькому шляху» |
| Рік                                                | Кінопремія / Кінофестиваль                         | Категорія / Нагорода                               | Номінант                                           | Результат                                          |                                                    |
| -------------------------------------------------- | -------------------------------------------------- | -------------------------------------------------- | -------------------------------------------------- | -------------------------------------------------- | -------------------------------------------------- |
| 2016                                               | Венеційський кінофестиваль                         | «Золотий лев» за найкращий фільм                   | «По чумацькому шляху»                              | Номінація                                          |                                                    |